# Nishiaizu, Fukushima
Nishiaizu (西会津町 Nishiaizu-machi) là thị trấn thuộc huyện Yama, tỉnh Fukushima, Nhật Bản. Tính đến ngày 1 tháng 10 năm 2020, dân sô ước tính thị trấn là 5.770 người và mật độ dân số là 19 người/km2. Tổng diện tích thị trấn là 298,2 km2.

## Địa lý

### Đô thị lân cận
- Fukushima
  - Kitakata
  - Yanaizu
  - Aizubange
  - Kaneyama
- Niigata
  - Aga

### Khí hậu
| Dữ liệu khí hậu của Nishiaizu, Fukushima | Dữ liệu khí hậu của Nishiaizu, Fukushima | Dữ liệu khí hậu của Nishiaizu, Fukushima | Dữ liệu khí hậu của Nishiaizu, Fukushima | Dữ liệu khí hậu của Nishiaizu, Fukushima | Dữ liệu khí hậu của Nishiaizu, Fukushima | Dữ liệu khí hậu của Nishiaizu, Fukushima | Dữ liệu khí hậu của Nishiaizu, Fukushima | Dữ liệu khí hậu của Nishiaizu, Fukushima | Dữ liệu khí hậu của Nishiaizu, Fukushima | Dữ liệu khí hậu của Nishiaizu, Fukushima | Dữ liệu khí hậu của Nishiaizu, Fukushima | Dữ liệu khí hậu của Nishiaizu, Fukushima | Dữ liệu khí hậu của Nishiaizu, Fukushima |
| Tháng                                    | 1                                        | 2                                        | 3                                        | 4                                        | 5                                        | 6                                        | 7                                        | 8                                        | 9                                        | 10                                       | 11                                       | 12                                       | Năm                                      |
| ---------------------------------------- | ---------------------------------------- | ---------------------------------------- | ---------------------------------------- | ---------------------------------------- | ---------------------------------------- | ---------------------------------------- | ---------------------------------------- | ---------------------------------------- | ---------------------------------------- | ---------------------------------------- | ---------------------------------------- | ---------------------------------------- | ---------------------------------------- |
| Cao kỉ lục °C (°F)                       | 13.2 (55.8)                              | 15.2 (59.4)                              | 22.1 (71.8)                              | 29.1 (84.4)                              | 33.6 (92.5)                              | 34.3 (93.7)                              | 36.8 (98.2)                              | 36.9 (98.4)                              | 35.9 (96.6)                              | 30.1 (86.2)                              | 23.9 (75.0)                              | 19.7 (67.5)                              | 36.9 (98.4)                              |
| Trung bình ngày tối đa °C (°F)           | 2.8 (37.0)                               | 3.8 (38.8)                               | 8.0 (46.4)                               | 15.8 (60.4)                              | 21.9 (71.4)                              | 25.0 (77.0)                              | 28.1 (82.6)                              | 29.7 (85.5)                              | 25.3 (77.5)                              | 19.0 (66.2)                              | 12.1 (53.8)                              | 5.5 (41.9)                               | 16.4 (61.5)                              |
| Trung bình ngày °C (°F)                  | −0.4 (31.3)                              | −0.2 (31.6)                              | 2.7 (36.9)                               | 9.0 (48.2)                               | 15.1 (59.2)                              | 19.5 (67.1)                              | 23.2 (73.8)                              | 24.2 (75.6)                              | 19.9 (67.8)                              | 13.4 (56.1)                              | 7.0 (44.6)                               | 2.0 (35.6)                               | 11.3 (52.3)                              |
| Tối thiểu trung bình ngày °C (°F)        | −3.6 (25.5)                              | −4.1 (24.6)                              | −1.9 (28.6)                              | 2.9 (37.2)                               | 8.9 (48.0)                               | 14.7 (58.5)                              | 19.3 (66.7)                              | 20.0 (68.0)                              | 15.8 (60.4)                              | 9.1 (48.4)                               | 3.0 (37.4)                               | −1.0 (30.2)                              | 6.9 (44.5)                               |
| Thấp kỉ lục °C (°F)                      | −16.7 (1.9)                              | −17.0 (1.4)                              | −14.8 (5.4)                              | −6.8 (19.8)                              | −0.9 (30.4)                              | 4.8 (40.6)                               | 10.1 (50.2)                              | 10.6 (51.1)                              | 5.5 (41.9)                               | −0.4 (31.3)                              | −6.1 (21.0)                              | −12.5 (9.5)                              | −17.0 (1.4)                              |
| Lượng Giáng thủy trung bình mm (inches)  | 193.1 (7.60)                             | 127.0 (5.00)                             | 121.1 (4.77)                             | 91.9 (3.62)                              | 83.6 (3.29)                              | 122.5 (4.82)                             | 233.5 (9.19)                             | 169.0 (6.65)                             | 132.1 (5.20)                             | 134.5 (5.30)                             | 160.3 (6.31)                             | 217.4 (8.56)                             | 1.786 (70.31)                            |
| Lượng tuyết rơi trung bình cm (inches)   | 237 (93)                                 | 187 (74)                                 | 107 (42)                                 | 13 (5.1)                                 | 0 (0)                                    | 0 (0)                                    | 0 (0)                                    | 0 (0)                                    | 0 (0)                                    | 1 (0.4)                                  | 3 (1.2)                                  | 118 (46)                                 | 663 (261)                                |
| Số ngày giáng thủy trung bình (≥ 1.0 mm) | 22.0                                     | 18.4                                     | 18.4                                     | 13.5                                     | 10.9                                     | 11.7                                     | 14.9                                     | 11.6                                     | 12.3                                     | 13.6                                     | 17.0                                     | 21.4                                     | 185.7                                    |
| Số ngày tuyết rơi trung bình (≥ 3 cm)    | 21.4                                     | 19.1                                     | 14.3                                     | 1.8                                      | 0                                        | 0                                        | 0                                        | 0                                        | 0                                        | 0.1                                      | 0.3                                      | 10.3                                     | 67.3                                     |
| Số giờ nắng trung bình tháng             | 59.8                                     | 71.6                                     | 119.1                                    | 168.5                                    | 190.3                                    | 158.7                                    | 149.2                                    | 190.4                                    | 136.7                                    | 118.1                                    | 89.5                                     | 61.5                                     | 1.520,2                                  |
| Nguồn: Cục Khí tượng Nhật Bản            |                                          |                                          |                                          |                                          |                                          |                                          |                                          |                                          |                                          |                                          |                                          |                                          |                                          |

## Giao thông

### Đường sắt
JR East –  Tuyến Tây Ban'etsu
- Onobori - Nozawa -  Kami-Nojiri - Tokusawa

### Cao tốc/Xa lộ
- Cao tốc Ban-etsu – Nishiaizu PA
- Quốc lộ 49
- Quốc lộ 400
- Quốc lộ 459